# Margiduno
Margiduno (em latim: Margidunum) era um assentamento romano na Via Fosse em Castle Hill, próximo da moderna Bingham, em Nottinghamshire, na Inglaterra. O local é um Monumento Programado protegido.

## Descrição
Margiduno em latim significa 'forte marly' (marl é um solo argiloso rico em calcário). Contudo, o arqueólogo Félix Oswald esperava que os romanos tivessem adotado um nome de lugar existente e determinou que seu significado celta fosse "o forte da planície do rei", sendo o terreno elevado uma posição adequada para o forte do rei da Tribo Coritani.
O Itinerário Antonino, um registro romano de lugares e estradas do século II, (Itinerário Britânico VI e VIII) localiza Margiduno como MARGIDVNO a meio caminho entre Ratae (Leicester) e Lindo (Lincoln) no Caminho de Fosse.
Um assentamento civil então se desenvolveu por volta de 70-80 em ambos os lados da Via Fosse, indicado por vários edifícios retangulares simples ao longo de um trecho de aproximadamente 1 km da estrada. Duas vilas romanas foram encontradas a 3 km do povoado, bem como fazendas romanas na área circundante. Uma defesa de terraplenagem em forma de romboide foi construída no fim do século II ao redor do acampamento, abrangendo cerca de 7 ou 8 acres. Uma muralha de pedra com quase 3 m de largura foi posteriormente construída em frente à muralha de terra, com duas valas além dela. O forte era protegido ao sul e ao leste por pântanos. O local permaneceu ocupado até aproximadamente 500 d.C.